# هاورد نيميروف
هاورد نيميروف (بالإنجليزية: Howard Nemerov)‏ (29 فبراير 1920، نيويورك في الولايات المتحدة - 5 يوليو 1991، سانت لويس في الولايات المتحدة)؛ أستاذ جامعي، شاعر، كاتب وروائي أمريكي.

## الجوائز
- زمالة غوغنهايم
- جائزة بوليتزر عن فئة الشعر
- ملك شعراء الولايات المتحدة

## روابط خارجية
- هاورد نيميروف على موقع IMDb (الإنجليزية)
- هاورد نيميروف على موقع الموسوعة البريطانية (الإنجليزية)
- هاورد نيميروف على موقع ميوزك برينز (الإنجليزية)
- هاورد نيميروف على موقع قاعدة بيانات برودواي على الإنترنت (الإنجليزية)
- هاورد نيميروف على موقع إن إن دي بي (الإنجليزية)